# Cyllodania
Cyllodania Simon, 1902 è un genere di ragni appartenente alla famiglia Salticidae.

## Distribuzione
Le due specie note di questo genere sono diffuse in America centrale e meridionale, soprattutto in Perù, Panama e Venezuela.

## Tassonomia
A maggio 2010, si compone di due specie:
- Cyllodania bicruciata Simon, 1902[2] — Panama, Venezuela
- Cyllodania minuta Galiano, 1977 — Perù

### Nomen dubium
- Cyllodania fasciata Caporiacco, 1954, i cui esemplari studiati sono stati rinvenuti nella Guyana francese, secondo uno studio dell'aracnologa Galiano del 1977 è da ritenersi nomen dubium[1]